# Andreas Vaher
Andreas Vaher (Tallin, 15 de abril de 2004) es un futbolista estonio que juega en la demarcación de defensa para el FC Flora de la Meistriliiga.

## Selección nacional
Tras jugar en las categorías inferiores de la selección, finalmente hizo su debut con la selección de fútbol de Estonia en un partido amistoso contra Suecia que finalizó con un resultado de 2-1 a favor del combinado sueco tras el gol de Kevor Palumets para Estonia, y de Sebastian Nanasi y Isaac Thelin para Suecia.

## Clubes
| Club                          | País      | Año       | Partidos | Goles |
| ----------------------------- | --------- | --------- | -------- | ----- |
| FC Nõmme United               | Estonia   | 2019-2020 | 4        | 0     |
| FC Flora III Tallinn (cedido) | Estonia   | 2020      | 1        | 0     |
| FC Flora II Tallinn (cedido)  | Estonia   | 2020      | 12       | 0     |
| FC Nõmme United               | Estonia   | 2021      | 4        | 0     |
| SC Freiburg II                | Alemania  | 2022-2023 | 0        | 0     |
| HJK Helsinki                  | Finlandia | 2024      | 2        | 0     |
| Klubi 04                      | Finlandia | 2024      | 2        | 0     |
| FC Flora                      | Estonia   | 2024-     | 11       | 0     |